# ザフライングダッチマン
ザフライングダッチマン (The Flying Dutchman) はイギリスの競走馬である。19世紀中ごろの強豪で16戦15勝、エプソムダービー、セントレジャー、大ロシア皇帝陛下プレート（現在のアスコットゴールドカップ）勝ちなどの成績を残した。セントサイモンの父ガロピンのブルードメアサイアーでもある。
2歳時はシャンペンステークスなど5戦5勝、3歳になっても勢いは止まらず8か月ぶりに出走したエプソムダービーでもホットスパーを下し勝利、さらにセントレジャーも勝利しイギリスクラシック二冠を達成した。4歳になっても大ロシア皇帝陛下プレートを8馬身で圧勝するなどしたが、ドンカスターカップで生涯唯一の敗戦を喫している。相手は無敗の二冠馬ヴォルティジュール（セントサイモンの父方祖先）で、ザフライングダッチマンの騎手チャールズ・マーロウは泥酔しての出走だった。このため馬主のエグリントン伯爵アーチボルド・モントゴメリーはすぐに再戦を申し込み、翌年2頭のマッチレースが実現した。
マッチレースはヨーク競馬場の2マイルで行われ、掛け率は互角。ザフライングダッチマンには名誉回復のためにマーロウが跨っていた。レースは当初ヴォルティジュールが先行し、その3馬身後をザフライングダッチマンが追った。そして直線入り口からゴールまでは2頭ならんでの激闘が展開され、競馬史に残るマッチレースとして現代に語り継がれている。結果は徐々に差を詰めたザフライングダッチマンが先にゴールに達し、1馬身差でヴォルティジュールに雪辱した。ザフライングダッチマンはこのレースを最後に現役を退いている。なおマーロウは名誉回復を果たしたものの、泥酔の件が大きく響いて信用を失い、次第に競馬界から追い出される形となり、最期は貧乏窟で亡くなった。
引退後は種牡馬となったがほどなくフランスに輸出された。現役時代からの期待に比べれば成功したとはいえないが、フランスでの産駒ドラールがアンドロクレスを出し直系を繋いでいる。子孫はトウルビヨンや日本ではシンボリルドルフ、メジロマックイーン、トウカイテイオーなどが代表格である。

## 年度別競走成績
- 1848年（5戦5勝）
  - シャンペンステークス
- 1849年（7戦7勝）
  - エプソムダービー
  - セントレジャー
- 1850年（3戦2勝）
  - 大ロシア皇帝陛下プレート
  - 2着 - ドンカスターカップ
- 1851年（1戦1勝）
  - ヴォルティジュールとのマッチレース

## おもな産駒
- Ellington（英語版） - エプソムダービー
- Brown Duchess - エプソムオークス
- Dollar - グッドウッドカップ

## 血統表
| The Flying Dutchmanの血統  | The Flying Dutchmanの血統                          | The Flying Dutchmanの血統                          | （血統表の出典）                                   | （血統表の出典）   |
| 父系                       | ヘロド系                                           | ヘロド系                                           | ヘロド系                                           | [ § 2 ]            |
| 父 Bay Middleton 1833 鹿毛 | 父の父Sultan 1816 鹿毛                             | Selim                                              | Buzzard                                            | Buzzard            |
| 父 Bay Middleton 1833 鹿毛 | 父の父Sultan 1816 鹿毛                             | Selim                                              | Alexander Mare                                     |                    |
| 父 Bay Middleton 1833 鹿毛 | 父の父Sultan 1816 鹿毛                             | Bacchante                                          | Williamson's Ditto                                 | Williamson's Ditto |
| 父 Bay Middleton 1833 鹿毛 | 父の父Sultan 1816 鹿毛                             | Bacchante                                          | Mercury Mare                                       |                    |
| 父 Bay Middleton 1833 鹿毛 | 父の母Cobweb 1821 鹿毛                             | Phantom                                            | Walton                                             | Walton             |
| 父 Bay Middleton 1833 鹿毛 | 父の母Cobweb 1821 鹿毛                             | Phantom                                            | Julia                                              |                    |
| 父 Bay Middleton 1833 鹿毛 | 父の母Cobweb 1821 鹿毛                             | Filagree                                           | Soothsayer                                         | Soothsayer         |
| 父 Bay Middleton 1833 鹿毛 | 父の母Cobweb 1821 鹿毛                             | Filagree                                           | Web                                                |                    |
| 母 Barbelle 1836 鹿毛      | 母の父Sandbeck 1818 鹿毛                           | Catton                                             | Golumpus                                           | Golumpus           |
| 母 Barbelle 1836 鹿毛      | 母の父Sandbeck 1818 鹿毛                           | Catton                                             | Lucy Gray                                          |                    |
| 母 Barbelle 1836 鹿毛      | 母の父Sandbeck 1818 鹿毛                           | Orvillina                                          | Beningbrough                                       | Beningbrough       |
| 母 Barbelle 1836 鹿毛      | 母の父Sandbeck 1818 鹿毛                           | Orvillina                                          | Evelina                                            |                    |
| 母 Barbelle 1836 鹿毛      | 母の母Darioletta 1822 黒鹿毛                       | Amadis                                             | Don Quixote                                        | Don Quixote        |
| 母 Barbelle 1836 鹿毛      | 母の母Darioletta 1822 黒鹿毛                       | Amadis                                             | Fanny                                              |                    |
| 母 Barbelle 1836 鹿毛      | 母の母Darioletta 1822 黒鹿毛                       | Selima                                             | Selim                                              | Selim              |
| 母 Barbelle 1836 鹿毛      | 母の母Darioletta 1822 黒鹿毛                       | Selima                                             | Pot8o's Mare                                       |                    |
| 母系(F-No.)                | 3号族(FN:3-i)                                      | 3号族(FN:3-i)                                      | 3号族(FN:3-i)                                      | [ § 3 ]            |
| 5代内の近親交配            | Selim: S3×M4, Sir Peter: S5×S5×M5, Arethusa: S5×S5 | Selim: S3×M4, Sir Peter: S5×S5×M5, Arethusa: S5×S5 | Selim: S3×M4, Sir Peter: S5×S5×M5, Arethusa: S5×S5 | [ § 4 ]            |
| 出典                       | 1. 2. 3. 4.                                        | 1. 2. 3. 4.                                        | 1. 2. 3. 4.                                        | 1. 2. 3. 4.        |

- おもな兄弟 Van Tromp（セントレジャー、アスコットゴールドカップ、グッドウッドカップ）